# Masoreus wetterhallii wetterhallii
Masoreus wetterhallii wetterhallii é uma subespécie de insetos coleópteros pertencente à família Carabidae.
A autoridade científica da subespécie é Gyllenhal, tendo sido descrita no ano de 1813.
Trata-se de uma subespécie presente no território português.